# Loxolomia serpentina
Loxolomia serpentina är en fjärilsart som beskrevs av J. Peter Maassen 1869. Loxolomia serpentina ingår i släktet Loxolomia och familjen påfågelsspinnare. Inga underarter finns listade i Catalogue of Life.